# نلسونویل (تگزاس)
نلسونویل (به انگلیسی: Nelsonville) یک منطقهٔ مسکونی در ایالات متحده آمریکا است که در شهرستان آستین، تگزاس واقع شده‌است. نلسونویل ۹۲٫۰۵ متر بالاتر از سطح دریا قرار دارد.